# Platyagonum
Platyagonum is een geslacht van kevers uit de familie van de loopkevers (Carabidae). De wetenschappelijke naam van het geslacht is voor het eerst geldig gepubliceerd in 1978 door Akinobu Habu.

## Soorten
Het geslacht Platyagonum omvat de volgende soorten:
- Platyagonum esakii (Habu, 1954)
- Platyagonum pseudamphinomus (Habu, 1974)